# Gilat
Gilat (Hebr. גילת, 'vreugde') is een mosjav in het westen van de Negevwoestijn in Israël, gelegen tussen Beër Sjeva en Ofakim. De mosjav is in 1949 gesticht door immigranten uit Tunesië. De naam Gilat is gekozen als verwijzing naar Jesaja 35:2: "(de woestijn zal ...) als een lelie weeldig bloeien, jubelen en juichen van vreugde (Hebr. פרח תפרח אף גילת ורנן).
Bij Gilat zijn van 1990 tot 1992 opgravingen verricht onder leiding van Thomas E. Levy. Daarbij is een tempel aangetroffen uit het chalcolithicum (ca. 4500 - 3600 v.Chr.). Het is een van de oudste bekende heiligdommen uit de zuidelijke Levant.
Bij Nahal Patish, dicht bij Gilat, zijn onder leiding van Pirhiya Nachshoni in 2007-2008 opnieuw opgravingen verricht in verband met geplande bouwwerkzaamheden. Daarbij is een Filistijnse tempel uit de periode van 1200-1000 v. Chr. aangetroffen, die deel uit lijkt te maken van een Filistijnse nederzetting. In het tempelcomplex zijn verschillende cultusvoorwerpen gevonden.